# Rico Rodriguez (Musiker)

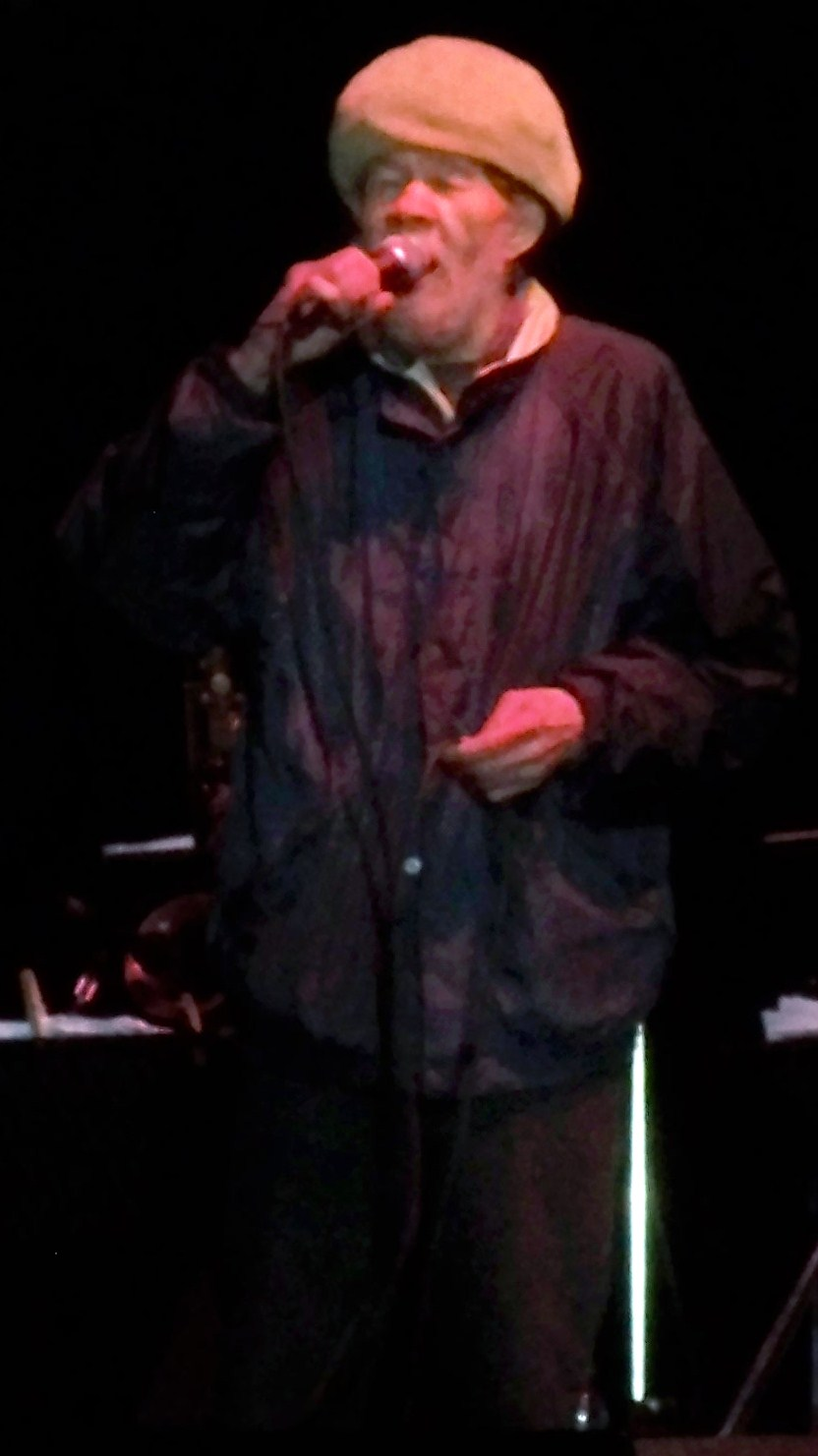
Rico Rodriguez

Emmanuel „Rico“ Rodriguez (* 17. Oktober 1934 in Havanna; † 4. September 2015 in London) war ein jamaikanischer Posaunist und Komponist und zählt zu den Begründern der jamaikanischen Populärmusik.
Mit Wurzeln sowohl im Jazz als auch in den von Afrika inspirierten Klängen der Burru-Trommel, den sog. Rasta-Chants, nahm der Musiker teil an der Entwicklung vom Rhythm & Blues über den Ska zum Reggae. Er hat dabei eine eigene Verbindung zwischen Ska, Reggae und Jazz entwickelt, die mit seinem Album Man from Wareika einen ersten Höhepunkt erlebte. Jazztrompeter Don Cherry soll ihm einmal gesagt haben: „Wie kannst du so spielen? ... Damit ich so wie du spielen kann, musste ich nach Afrika gehen, um dort zu lernen.“
Rodriguez erspielte sich über viele Jahre ein internationales Publikum und arbeitete mit Musikern auf der ganzen Welt zusammen.

## Werdegang

### Kindheit und Jugend (1940–1954)
Rodriguez wurde im Kubanischen Havanna geboren und kam in jungen Jahren nach Kingston, Jamaika. Hier besuchte er die Alpha Boys School, ein von katholischen Nonnen geleitetes Institut, wohin überwiegend allein erziehende Mütter ihre Kinder zur Schule schickten, die sich auf Grund der Lebenssituation nicht ausreichend um die Erziehung der Kinder kümmern konnten. In dieser für ihre musikalische Ausbildung bekannten Schule erhielt auch Rodriguez Instrumentalunterricht. Sein Instrument wurde die Posaune. Gemäß dem Schulkonzept war sein Tutor ein etwas älterer Schüler, Don Drummond, der sich seinerseits zum berühmtesten jamaikanischen Posaunisten entwickelte. Von 1952 bis 1954 schloss sich eine Ausbildung zum Mechaniker an.

### Erste professionelle Erfahrungen: Musiker in Jamaika (1954–1961)
In den Jahren 1954 bis 1957 ergänzte Rodriguez seine musikalische Ausbildung an der Stoney Hill Music School. Als musikalische Einflüsse jener Jahre hat er die Jazzposaunisten J. J. Johnson und Kai Winding genannt.
In diese Zeit fallen seine ersten Engagements als Studiomusiker, darunter die erste Aufnahmesitzung, die der später führende Produzent C.S. Dodd im Jahr 1956 organisierte: Mit der Gruppe Clue J And The Blues Blasters entstanden verschiedene Titel, von denen insbesondere Theo Beckfords Easy Snappin populär wurde.
Als Mitglied von Eric Deans Orchestra und mit Gewinnen bei Vere Johnss Opportunity Hour begann sich Rico Rodriguez einen Namen in der lokalen Musikszene zu machen. Gleichzeitig drückte das Leben am Existenzminimum und führte ihn in die Rastagemeinschaft, die sich in den Wareika Hügeln nahe Kingston um den Percussionisten Count Ossie gebildet hatte. Über diese Begegnung sagte er später: „Sie sind fortgeschrittener, sowohl geistig wie auch musikalisch, als der durchschnittliche Musiker. Wenn du mit ihnen spielst, kannst du wirklich erkunden. Das meiste von dem, was ich weiß, lernte ich durch mein Spiel mit ihnen.“ (Zitiert nach Williams, 1981)
Im Geiste dieser Bewegung spielte Rodriguez Posaune gegen Nahrung. 1973 erzählte er in einem Interview: „Weil du arm warst und essen musstest, hast du dich da aufgehalten, wo die Fischer ihre Netze spannten; denn da hattest du jeden Tag zu essen. Fischer gaben immer Fische, denn sie mochten dich spielen hören.“ (zitiert nach Cane-Honeysett, 1995)
Von 1958 bis 1961 nahmen die Engagements von Rico Rodriguez stetig zu. Die Entwicklung der jamaikanischen Musik- und Unterhaltungsszene weg von den großen Tanzorchestern hin zu Schallplattendiskotheken mit zunächst amerikanischem R'n'B, und dann, da der aufkommende Rock ’n’ Roll in Jamaika nicht gefiel, mit selbst produzierten Schallplatten, führte dazu, dass in Kingston Studios entstanden, Disk Jockeys zu Produzenten wurden und gute Musiker nicht mehr live, sondern im Studio benötigt wurden.
Rico Rodriguez gehörte zu diesen Musikern, die unter verschiedensten Namen Solisten und Interpreten begleiteten. Er ist aus dieser Zeit zu hören mit dem schon erwähnten Clue J, dann mit Count Ossie's Group, mit den Smith All Stars, mit Drumbago And His All Stars und anderen. Zu den wichtigsten Produzenten zählen neben Dodd Duke Reid, Vincent Chin, Lloyd Daley und Prince Buster. Wie für Dodd hat er auch bei den jeweils ersten Produktionen von Reid (Derrick Morgans Lover Boy) und Chin gespielt, was seinen ausgezeichneten Ruf als Musiker bestätigt.
Mit Vincent Chin hatte er auch erstmals Gelegenheit, eine Produktion unter eigenem Namen zu veröffentlichen. Rico Special erschien 1961 sowohl in Jamaika wie auch ein Jahr später in England auf dem damals jungen Label Island Records. Mit der Veröffentlichung von Rico Farewell verabschiedete sich Rodriguez, bitter enttäuscht von den schlechten Einkommensmöglichkeiten als Musiker von Jamaika und emigriert nach London.

### Etablierung in der britischen Musikszene (1962–1969)
Da sein Name über Schallplatten und die große Zahl jamaikanischer Emigranten, die die Zeit bis zur Unabhängigkeit für diesen Schritt nutzen mussten, bekannt war, fand er schnell Anschluss an die blühende Londoner Clubszene, spielte mehrere Monate mit Georgie Fame’s Blue Flames und nahm Schallplatten für Emil Shallitt und Siggy Jackson (Melodisc/Blue Beat) auf. Hervorragende Solos sind auf Schallplatten jener Zeit von Laurel Aitken (z. B. auf Daniel Saw The Stone) und von Prince Buster (Barrister Pardon).
Es geht die Geschichte, dass Rico Rodriguez, als Rasta mit langem Haar nach London gekommen, die Beatles inspirierte, ihre Haare wachsen zu lassen. Clement Dodd sagte in einem Interview, dass die Beatles viele sog. „West Indian“ Partys besuchten, auf denen Rico spielte, wo er „wahre Stürme“ ausgelöst habe.
Am Ende des Jahrzehnts erscheinen mehrere Langspielplatten unter seinem Namen auf den Labels Trojan Records und Pama. Aber die Musik brachte auch in England kein Einkommen, um den Lebensunterhalt zu bestreiten. Gelegenheitsjobs und Fließbandarbeit gehörten zum Leben.

### Konsolidierung und Erster Höhepunkt (1970–1977)
Nachdem Rico Rodriguez die Wandlung der jamaikanischen Musik in England mitvollzogen hat, spielt er bei einer heute unbekannten Gruppe, The Undivided mit, von denen er sagt, dass sie zu den talentiertesten Reggaemusikern Englands gehörten. Der Durchbruch für Rodriguez bahnte sich 1975 an, als er von Island Records als Studiomusiker engagiert wurde und Posaunensolos für Schallplatten von Rock- und Reggaestars, darunter (Jim Capaldi, Toots & the Maytals und Burning Spear) einspielen durfte. Es folgte der erste eigene Schallplattenvertrag mit einer etablierten Schallplattenfirma: Island Records ermöglichte eine Reise nach Jamaika, die erste seit der Emigration, und die Zusammenarbeit mit den besten Studiomusikern der Insel.
1976 erschien Man from Wareika, das bis heute als wegweisendes und hervorragendes Beispiel jamaikanischer Instrumentalmusik gilt. Es schuf eine neue Verbindung von Reggae mit Jazzeinflüssen. Deshalb verwundert es nicht, dass die Schallplatte bereits damals in den USA vom berühmten Jazzlabel Blue Note herausgegeben wurde.
Rico tourte anschließend im Vorprogramm von Bob Marley durch Europa. Rodriguez ist schließlich mit über 40 Jahren zum Vollzeitmusiker geworden.

### Internationaler Erfolg mit 2 Tone und Rückzug (1978–1985)
1979 wurde Rodriguez schlagartig auch bei einem ganz jungen Publikum bekannt, als er von den Specials eingeladen wurde, an der Neueinspielung eines Stückes von Dandy Livingstone mitzuwirken, „Rudy, A Message to You“. Es folgte eine Entwicklung, die niemand voraussehen konnte. Das Label 2 Tone Records bewegte für die nächsten drei Jahre die Popwelt und brachte Ska, Reggae und später afrikanische Klänge in die englische und europäische Popmusik.
Gemeinsam mit Dick Cuthell, einem englischen Flügelhorn- und Kornettspieler, mit dem er seit ca. 1975 eng zusammenarbeitete, bildete er die Bläsersektion dieser Gruppe, bekam die Möglichkeit zu weiteren Reisen nach Jamaika und zur Veröffentlichung weiterer eigener Alben. Studioeinsätze brachten ihn mit zahllosen Pop- und Reggaekünstlern zusammen, darunter Linton Kwesi Johnson, John Martyn, Paul Young, Joan Armatrading und Ian Dury.
Die 2 Tone-Gruppen verstanden es, die jamaikanische Ska-Musik mit der Energie des Punk zu verbinden. Rodriguez brachte in diese Musik Authentizität und Seele. Seine Soli, insbes. auf dem Titel „Ghost Town“ sind zu Ikonen der Populärmusik geworden.
1982 zog sich Rodriguez nach Jamaika zurück und kehrte dem Musikgeschäft den Rücken.

### Rückkehr nach Europa, Zusammenarbeit in der ganzen Welt (ab 1985)
Erst um 1988 wurde Rico Rodriguez in Jamaika von Schweizer Musikern aufgesucht, um ein Schweizer Reggaeprojekt mit der Heart Beat Band und Fizzé zu unterstützen. Denn Reggae und Ska waren inzwischen Bestandteil der internationalen Musikwelt geworden; überall entstanden Bands, die sich auf die jamaikanische Musiktradition beriefen und für ihre Projekte möglichst erfahrene Instrumentalisten gewinnen wollten. Er kehrte dann über die Schweiz nach London zurück und spielte von dort als gefragter Studiomusiker und Mitglied verschiedener Bandprojekte.
Seine Arbeit mit der Gruppe Jazz Jamaica von Gary Crosby und mit Jools Holland brachten ihm eine regelmäßige Beschäftigung und die Möglichkeit, weitere Soloprojekte zu verwirklichen und mit einer eigenen Band aufzutreten.
Konzerte in Deutschland und Argentinien sind auf CD dokumentiert, zahlreiche Aufnahmen entstanden auch in Japan, wo er sich mehrmals aufhielt.
Rico Rodriguez spielte regelmäßig Konzerte auf kleinen Bühnen und unterstützte junge Musikgruppen durch solistische Unterstützung.
Am 4. September 2015 starb Rico Rodriguez in einem Krankenhaus in London.

## Diskografie (Auswahl)
Bis 1969 erschienen unter eigenem Namen nur Singles, Schwerpunkt waren Soli bei Einspielungen, die unter anderem Namen veröffentlicht wurden. Eine ausführliche Diskographie steht im Internet unter Rico's Musik (Memento vom 8. Dezember 2007 im Internet Archive).
1961 (Aufnahmen in Jamaika):
- Rico Special (7″-side: Randy's 45CR61-4), Jamaika
- Rico Farewell (7″-side: Randy's 45 CR-62-6 / JA); released as: Reco & Happy: Reco's Farewell b/w Skitter: A Little Mashin (7: Island WI 022 / UK)

1962: (Aufnahmen in England):
- Rico's Combo: Midnight in Ethiopia b/w London Here I Cone (7″: Planetone RC-1A; -1B), UK
- Rico's Combo: Youth Boogie b/w Planet Rock (7″: Planetone RC-5), UK
- Rico's Combo: Gees Boogie b/w Hitch And Scramble (7″: Planetone RC-7), UK

1963:
- Reco & His Blues Band: This Day (7″-side: Blue Beat BB 192-B), UK
- Rico & The Blue Beats: Soul of Africa (7″-side: Blue Beat BB 200-B), UK

1964:
- Reco & The Creators: I'll Be Home (7″-side: Blue Beat BB 231), UK

1967:
- Rico & His Band: You'll Be Lonely and Blue on The Train (7″-side: Blue Beat BB 383-B), UK
- Rico & The Invaders: Invaders at Carnival (7″-side: Columbia Blue Beat DB 106-B), UK

1968:
- Rico's All Stars: Wise Message (7″-side: Blue Cat BC 109-B / UK); Prod.: Joe Mansano
- Reco & His Rhythm Aces: Return of the Bullet (7″-side: Blue Cat BC 148-B / UK); Prod.: Joe Mansano
- Reco & His Rhythm Aces: ZZ Beat (7″-side: Blue Cat BC 150-A / UK); Prod.: Joe Mansano
- Reco Rodriguez: Blue Socks b/w Solas Market (7″: Nu Beat NB 015 / UK); Prod.: R. Rodriguez (cf. Schoenfeld, p. 377)
- Reco Radregez: Tenderfoot Ska b/w Memories (7″: Pama PM 715 / UK), Prod.: Jeff Palmer

1969:
- Singles
- Reco in Reggaeland (LP: Pama ECO 14 / UK); Wiederveröffentlichung als Tribute To Don Drummond (CD: Trybute TRRCD 001 / US)
- Rico & The Rudies: (LP: Trojan TTL 12 / UK)
- Joe's All Stars: Brixton Cat (LP: Trojan TBL 104 / UK)

1973:
- The Undivided: Listen to the World (LP: Decca / UK); Rico ist Bandmitglied; Sänger: Gene Rondo

1976:
- Rico: Man from Wareika (LP: Island ILPS 9485 / UK; LP: Blue Note / US); Dubversion erschien in kleinster Auflage als PRE-LP

1977:
- Rico: Wareika Dub (LP: Ghetto Rockers – PRE LP 1)

1979:
- The Specials: The Specials (LP:2Tone / UK etc.); Rico als Bandmitglied

1980:
- Rico: Sea Cruise b/w Caroline (7″: 2Tone / Chrysalis CHSTT 15 / UK)
- The Special AKA: Too Much Too Young (7″EP: 2Tone CHSTT 7 / UK)
- The Specials: More Specials (LP: 2Tone / Chrysalis / UK)

1981:
- Rico: That Man Is Forward (LP: 2Tone CHRTT 5005 / UK)

1982:
- Rico: Jama Rico (LP: 2Tone CGRTT 5006 / UK)
- Rico and the Special AKA: Jungle Music b/w Rasta Call You (2Tone CHSTT 19; 12″ 2Tone CHSTT 1219 / UK)

1994:
- Jazz Jamaica: Skaravan (Quattro QTCY 2036 / Japan); wiederveröffentlicht 1996 auf Hannibal HNCD 1397 / UK; Rico als Bandmitglied
- Jazz Jamaica: Jamaican Beat Vols. 1 & 2 (CD: EMI / Japan); Rico als Bandmitglied

1995:
- Rico: Wonderful World (CD: Parco / Quattro QTCY 2074 / Japan)
- Rico: Rising in the East (CD: Jove: JOVECD 3 / UK); erschien in Japan als Return from Wareika Hill (CD: Alpha Enterprise YHR 1102)

1996:
- Rico: Roots to the Bone (CD: Reggae Refreshers / Island); CD dokumentiert die Jahre bei Island Records, 1976–1979
- Rico: Blow Your Horn & Brixton Cat (CD: Trojan); Wiederveröffentlichung der beiden Trojan LPs von 1969

1997:
- Rico: Rico's Message-Jamaican Jazz (CD: Jet Star)

2001:
- Rico: Get Up Your Foot (CD: Grover Records/D)

2003:
- Rico Togetherness (CD / Argentinien)

2004:
- Trombone Man (Doppel-CD: Trojan / UK); Retrospektive mit Schwerpunktsetzung auf die Jahre 1962 bis 1970

2006:
- JapaRico (CD: Sony / Japan); Kollaborationen mit japanischen Ska- und Reggaebands
- Wareika Vibes (CD: Jamdown / UK); Produktion von JA-13

## Bibliographie
Informationen über Rico Rodriguez sind meist nur über kaum dokumentierte Artikel in teilweise kurzlebigen Musikzeitschriften, im Internet veröffentlichte Interviews, Hinweise in Büchern mit breiterem Inhalt oder als Texte auf Schallplattenhüllen oder CD Booklets zu finden. Die ausführlichste Darstellung und zugleich eine der wenigen in deutscher Sprache erschien bereits 1981:
- Frederking, Klaus: Unbestechlich: Der Mann aus Wareika. In: Rock Session Rowohlt Taschenbuch Verlag, Reinbek bei Hamburg 1981, S. 231–243.

Artikel und Interviews in chronologischer Reihenfolge (sofern nicht anders angegeben in englischer Sprache):
- Reggae Reggae Reggae, von Colin Mc Glasham, The Sunday Times Magazin, 4. Feb. 1973; Das erste "front page and colour" Feature über Reggae in Großbritannien. „Posaunist Rico Rodriguez wird sowohl im Text wie auf Fotos ausführlich vorgestellt. 'Richard Williams (Reporter der Sunday Times) kam, um mich zu sehen und er ging auch mit uns zu einer Rasta Party,' erinnert sich Rico. 'Er blieb die ganze Nacht – Ich denke, er war einer der ersten [der über die Szene berichtete].'“ (Zitiert nach Koningh 2004, p. 70)
- The Man From The Hills, von Richard Williams, in: Melody Maker, 2. April 1977
- Man From Wareika, von Carl Gayle, in: Black Music (?), ca. 1977, p. 49
- That Man Is Forward, Sleevenotes von Richard Williams zur gleichnamigen LP, 1981
- Sufferer's Heights with the Man From Wareika, Interview geführt in London, 1991, von Dave Hallworth und David Katz; das Interview ist im Internet verfügbar unter Jovemusic Rico's Music (Memento vom 25. Oktober 2004 im Internet Archive) einsehbar.
- Roots To The Bone, Linernotes von Steve Barrow zur gleichnamigen CD, 1995
- Interview, von Tero Kaski (Black Star Liner), 1995; das Interview ist im Internet verfügbar unter Jove Music
- Rico & The Rudies, Linernotes von Laurence Cane-Honeysett zur CD-Wiederveröffentlichung von Blow Your Horn/Brixton Cat, 1995
- Mi noh play jazz o' funk, but Jamaican, y'know rasta ..., von Voice of Silence, Koichi Hanafusa, niedergeschrieben am 17. Feb. 1998; „Achtung vor dem Mann mit dem Horn, Rico. Nachdem ich mehr als eine Woche damit verbrachte, nur ein paar Zeilen über Rico, einen großen Posaunisten zu schreiben, bemerkte ich, dass es schwere Arbeit ist, in Englisch zu schreiben. ... Sie sollten Gefallen an meinen Fotos mit dem Lächeln finden, und ein wenig von der Geschichte hinter seinem letzten Album mit dem Titel Wonderful World erfahren“; im Internet unter Lovepeace.org
- Interview von Olivier Malaponti, 2001; im Internet unter Reggae.frin franz. Sprache
- Interview, von Ras C. und Alan Salvi, 2001/2002; im Internet unter Rootsconnection
- Trombone Man, Linernotes von Mike Atherton zur gleichnamigen CD, 2004; im Internet unter Trojan Records
- Interview von Sebastien Jobart, 2004; im Internet unter Reggaefrance.com in franz. Sprache
- Interview von UPfront (Schweizer Reggaemagazin) vom Mai 2004; im Internet unter Upfront in franz. Sprache

Literatur mit Bezug zu Rico Rodriguez (soweit nicht anders vermerkt in engl. Sprache):
- Barrow, Steve und Peter Dalton: Reggae. The Rough Guide, London: Rough Guides, 1997
- Katz, David: Solid Foundation: An Oral History of Jamaican Music, New York; London: Bloomsbury, 2003
- Koningh, Michael de und Laurence Cane-Honeysett: Young Gifted And Black: The Story of Trojan Records, London: Sanctuary Press, 2003
- Koningh, Michael de und Marc Griffith: Tighten Up: The Story Of British Reggae, London: Sanctuary, 2004
- Marshall, George: The Two Tone Story, Bonnie: S.T. Publishing, 1990, repr. 1993
- Turner, Michael und Robert Schoenfeld: Roots Knotty Roots: The Discography of Jamaican Music. Sec. ed. 78 & 45 rpm Records 1950–1975, 2003